# Jorge Sánchez-Cabezudo
Jorge Sánchez-Cabezudo (Madrid, 1 de marzo de 1972) es un director de cinema y de televisión, y productor español.
En 1996, debutó en el cine como director y guionista del cortometraje La gotera con Grojo, por el que fue nominado al Goya al mejor cortometraje de ficción. Con este corto también participó en el Festival de Cine de Sitges y ganó el premio especial del jurado en el Festival Internacional de Cine de Bruselas.
En 2006 fue director y guionista de La noche de los girasoles, película con la que consiguió el premio revelación a las Medallas del Círculo de Escritores Cinematográficos y el Premio Sant Jordi de Cinematografía a su ópera prima, y con la que fue nominado al Goya al mejor director novel y el Goya al mejor guion original. Después se ha dedicado a dirigir series para televisión. En 2000 escribió el guion de algunos episodios de Al salir de clase y en 2007 un episodio de Hospital Central. Después ha dirigido las series Desaparecida (2008) y Crematorio (2011), y algunos episodios de Hispania, la leyenda, Gran Hotel (2011), Víctor Ros (2014). Velvet (2015) y Bajo sospecha (2016).
En 2016, fundó con su hermano Alberto Sánchez-Cabezudo la productora Kubik Films cuya primera producción fue La zona, serie de Movistar+ estrenada en 2017 que guionizó y dirigió con su hermano Alberto.

## Filmografía
- La gotera (1996)
- La noche de los girasoles (2006)
- Desaparecida (2008)
- Crematorio (2011)
- Hispania, la leyenda (2010)
- Gran Hotel (2011)
- Víctor Ros (2014)
- Velvet (2015)
- Bajo sospecha (2015)
- La zona (2017)

## Premios y nominaciones
Medallas del Círculo de Escritores Cinematográficos
| Año  | Categoría            | Película/Serie            | Resultado |
| ---- | -------------------- | ------------------------- | --------- |
| 2006 | Mejor director       | La noche de los girasoles | Nominado  |
| 2006 | Mejor guion original | La noche de los girasoles | Nominado  |
| 2006 | Premio revelación    | La noche de los girasoles | Ganador   |

Premios Feroz
| Año  | Categoría                                            | Película/Serie | Resultado |
| ---- | ---------------------------------------------------- | -------------- | --------- |
| 2018 | Mejor serie dramática                                | La zona        | Ganadora  |
| 2018 | Mejor actriz de reparto de serie de TV (Emma Suárez) | La zona        | Ganadora  |